# Cooperativa de Ayuda Mutua Covicivi I

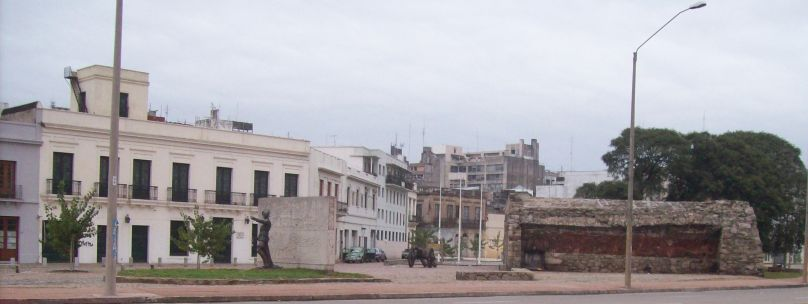
Cooperativa de Ayuda Mutua Covicivi I (Hintergrund, Mitte) an der Plazoleta de Las Bóvedas neben der Casa de los Ximénez (links)

Das Cooperativa de Ayuda Mutua Covicivi I ist ein Bauwerk in der uruguayischen Landeshauptstadt Montevideo.
Das als Wohnhaus errichtete Bauwerk besteht aus insgesamt vier Gebäuden, die heute den Wohnkomplex der Cooperativa de Ayuda Mutua Covicivi bilden, und befindet sich in der Ciudad Vieja an der Rambla 25 de Agosto de 1825 566–576, Ecke Ituzaingó. Zwischen 1994 und 1998 fanden umfangreiche Änderungen unter Leitung des Architekten Raúl Vallés statt. Die vier alten Gebäude im Kolonialstil wurden renoviert, aufgestockt und zu dem heutigen, teils elf, teils 14 Meter hohen, zwei- bzw. vierstöckigen Wohnprojekt zusammengefasst.
Das Projekt war Finalist im internationalen Wettbewerb in der Ersten Biennale lateinamerikanischer Architektur, organisiert von der Mies-van-der-Rohe-Stiftung in Barcelona.